# Otto Friedrich Müller
Otto Friedrich Müller, també conegut com a Mueller (11 de març de 1730 – 26 de desembre de 1784) va ser un zoòleg i botànic danès.

## Biografia
Müller va néixer a Copenhaguen. Va ser educat per a ser clergue, es va casar amb una dama acabalada.
Les seves obres més importantssón: Fauna Insectorum Friedrichsdaliana (Leipzig, 1764) i Flora Friedrichsdaliana (Strasbourg, 1767), que donen informes sobre insectes i flora de l'estat de Friedrichsdal, prop de Copenhagen. El rei de Dinamarca Frederick V el va fer continuar l'obra exhaustiva Flora Danica. Müller hi afegí dos volums al tres ja publicats per Georg Christian Oeder des de 1761.
L'estudi delsmicroorganismes va ocupar la seva atenció gairebé exclusivament des de l'any 1771, publicà un llibre en alemany sobre certs cucs que habiten les aigüs dolces o salades on descriu moltes espècies noves d'animals anomenats per Linnaeus com afrodites i nereides.
Dins la seva obra Vermium Terrestrium et Fluviatilium, seu Animalium Infusoriorum, Helminthecorum, et Testaceorum non Marinorum, succincta Historia (2 volums. en 4to, Copenhagen i Leipzig, 1773–74), disposà els Infusoria per primera vegada dins gèneres i espècies. En Hydrachnæ in Aquis Daniæ Palustribus detectæ et descriptæ (Leipzig, 1781), i Entomostraca (1785), descriu moltes espècies de microorganismes abans desconeguts, entre ells dinoflagel·lats. Va ser lloat per Cuvier 
En Zoologiae Danicae Prodromus (1776) va ser la primera investigació i classificació de la fauna dels regnes de Noruega i Dinamarca. Va estudiar també els grups Hydrachnellae i Entomostraca, encara desconeguts per Linnaeus.
Va ser memmbre de la Academia Caesarea Leopoldina, i de la Reial Acadèmia Sueca de Ciències (des de 1769), l'Acadèmia Francesa de les Ciències de París, i la Societat d'Amics de la Ciència Natural de Berlín.

## Obres
- Fauna Insectorum Fridrichsdaliana. Lipsiae: Hafniae et Gleditsch xxiv 96 pp. (1764).
- Vermium terrestrium et fluviatilium, seu animalium infusoriorum, helminthicorum, et testaecorum, non marinorum, succincta historia. Volumen alterum. pp. I-XXVI [= 1-36], 1-214, [1-10]. Havniæ & Lipsiæ. (Heineck & Faber). (1774)
- Zoologiae Danicae Prodromus, seu Animalium Daniae et Norvegiae Indigenarum characteres, nomina, et synonyma imprimis popularium.... Copenhagen, Hallager for the author. (1776) PDF "... the first manual on this topic (Danish and Norwegian Zoology) and was for many years the most comprehensive. It was planned as the beginning of a large illustrated fauna, but only one volume appeared before Müller's death; the following volumes the last published in 1806 prepared by Søren Abildgaard and Martin Heinrich Rathke, amongst others, never reached the standard of the Flora Danica begun by Georg Christian Oeder"[1]
- Entomostraca seu Insecta Testacea, quae in aquis Daniae et Norvegiae reperit, descripsit et iconibus illustravit. 135 pp. 1785 PDF